# Anders Abildgaard Nielsen
Anders Abildgaard Nielsen (født 1977) er en dansk digter og forfatter. Han er BA i Litteraturhistorie, er uddannet fra Forfatterskolen 2004 og fungerer som medredaktør af tidsskriftet Ildfisken. Han har bl.a. publiceret digte i Ildfisken og Hvedekorn og var desuden en del af redaktionen på forlaget Anblik.

## Udgivelser
- Sætninger, Anblik, 2006 (Digte)
- Kære venner, Gyldendal, 2009 (Digte)
- Din fjendes fest, Gyldendal, 2013 (Digte)
- Ibis, Gyldendal' 2016 (Digte)

Din fjendes fest blev indstillet til Montanaprisen 2013.

## Oversættelser
- Stig Larsson: Godnat til mine kære, Basilisk, 2011